# کندوله
کندوله (به کُردی: که‌نۊله)، روستایی از توابع بخش دینور شهرستان صحنه در استان کرمانشاه ایران است. کندوله یکی از قدیمی‌ترین روستاهای غرب کشور است. زبان مردمش کُردی هورامی و مذهب مردم منطقه شیعه است.

## جمعیت
این روستا در دهستان کندوله قرار دارد و براساس سرشماری مرکز آمار ایران در سال ۱۳۹۵، جمعیت آن ۵۲۲ نفر (۱۶۱ خانوار) بوده‌است.